# North Hatley
North Hatley är en bykommun (municipalité de village) i provinsen Québec i Kanada. Den ligger i regionen Estrie, i den sydöstra delen av landet, 290 km öster om huvudstaden Ottawa.
Kommunen är officiellt tvåspråkig (franska och engelska), med 57 % fransktalande och 39 % engelsktalande (modersmålstalare) vid folkräkningen 2021.